# V Horologii
V Horologii är en halvregelbunden variabel av SRB-typ i stjärnbilden Pendeluret. 
Stjärnan varierar mellan visuell magnitud +6,83 och 8,09 med en period av 103,7 dygn.